# Serp llop laosiana
La serp llop laosiana o serp llop indoxinesa (Lycodon laoensis), és una espècie de serp del gènere Lycodon, de la família dels colúbrids, que és originària d'Àsia.

## Hàbitat i característiques
És una espècie de serp d'hàbits nocturns.
- Longitud: 50 cm.
- Color: -.